# カルロス・サンターナ
カルロス・サンターナ (Carlos SANTANA) は、高橋陽一の漫画『キャプテン翼』に登場する架空のサッカー選手である。血液型はO型。

## 人物

### プロフィール
ブラジルユース代表FW。赤子の頃サッカーフィールドに捨てられていた孤児であり、幼少期はグラウンドキーパーの老夫婦に育てられた。「神の子」と呼ばれ幼少の頃から類いまれなるサッカーの才能を持っていたが、育ての親の老夫婦が死亡したのちバーラに引き取られ、「カルロス・バーラ」として奴隷同然の教育とサッカーの特訓を受けることになる。そして彼は心を持たず勝利のみを追求する「サッカーサイボーグ」と呼ばるようになった。後に自らの活躍がマスコミに注目されるようになった頃に自らの知名度を利用してバーラの魔の手から逃れることに成功し「カルロス・サンターナ」として自由の身となる。
得意技には「サンターナターン」「ローリングオーバーヘッド」等があり、翼が放った技を模倣し完全に凌駕した技も次々に繰り出している。またワールドユース決勝で翼と日向と火野の3人の得意技を全て合体させた「トルネードアロースカイウィングシュート」を放ったが、若林に防がれた。

### 経歴
バーラFC - CRフラメンゴ - バレンシアCF

#### ワールドユース編
バーラの魔手から逃れ自由になった後も盟友レオとともにサッカーを続けるが、サッカーサイボーグとしての性質は変わらないままだった。しかし、ブラジルリーグにて翼との対戦を通じ一回り成長しながら改心した。
ワールドユースでは決勝まで無失点かつ大量得点をあげ勝ち進み、決勝に敗れたもの得点王となった。決勝戦終了後、生き別れになっていた母親と再会し、その後はスペインでともに過ごしている。

#### ROAD TO 2002
バレンシアに所属し、FCバルセロナ戦にてブラジル出身の先輩選手リバウールと激闘を繰り広げた。試合中、母親が翼夫妻と初対面しており、試合後に自宅に招待している。
母親から独身である事を心配される。
リーガ終盤戦にナトゥレーザ共々ミカエルに完全に押さえ込まれてしまい、バレンシアは3位に終わる。

## 戦歴
- 16歳-17歳
  - ワールドユース優勝
- 18歳-19歳
  - ワールドユース準優勝
- 21歳-22歳
  - マドリッドオリンピック出場

## 得意技

### 原作に登場する技
アローシュート
シュートの際にわざと足を右手で押さえ、弓の様に足を捻らせてからシュートすることで、爆発的な威力を生み出す技。
ゴールデンイーグルショット
地を這うシュート。松山のイーグルショットを上回る威力を持ち、サンターナが言うには「まともに受ければ指が複雑骨折する」ほど。元は翼が繰り出したイーグルショットを模倣した物だが、サンターナが放った技はそれを凌駕したものだった。
ローリングオーバーヘッドキック
空中で体にひねりを加えてオーバーヘッドキックを放つ技。そのためバナナシュートのようにボールが曲がる特徴を持つ。翼のオーバーヘッドに対抗して繰り出した技。
フライングドライブシュート
翼の繰り出したフライングドライブシュートを模倣して繰り出した。サンターナはこのシュートを翼より長距離から難なく決めている。
サンターナターン
相手に背を向け、ボールを相手の後方に蹴り上げながら相手を抜き去るというドリブル技。抜き去り落下して来たボールをローリングオーバーヘッドキックで決めるのが必勝パターンとしている。
翼が真似をした際にオーバーヘッドによって防ぐ方法も自ら披露した。後に翼が真似するがあっさり撃墜している。
「THE RISE OF NEW CHAMPIONS」では、「カルロスターン」として使用している。
スカイウイングシュート
わざと地面を蹴りながらシュートする事でボールに強力な伸びを与える。日向の雷獣シュートと同じ技。彼もまた翼と同様に師匠であるロベルト本郷からこのシュートを伝授されていた。
ブラジル黄金コンビ
盟友レオとのコンビネーション。翼・岬が横のコンビネーションに対し、こちらは縦のコンビネーションで全日本の守備陣を惑わせた。
ローリングアロージャンピングオーバーヘッド
アローシュートのように足をしならせつつ放つローリングオーバーヘッド。
トルネードアロースカイウイングシュート
火野のトルネードシュートのように体を回転させながら、翼のアローシュートのように足をしならせつつスカイウイングシュートを放つ技。サンターナ曰く「この世に存在する究極のシュート」で、ペナルティエリア外から放ったために若林に防がれるものの、彼の手を負傷させた。
ツインシュート
ナトゥレーザのコンビ技。2人同時にシュートを放つ。
ジャンピングアローシュート
アローシュートをボレーで放つ技。
フルメタルファントム
ナトゥレーザがトルネードシュートのように身体を回転させながらサンターナに雷獣シュートを放ち、それをサンターナがトルネードシュートと雷獣シュートを折りまぜた反動蹴速迅砲で撃ち返す技。

## 劇場版
原作漫画に先行する形でアニメ版の映画作品『キャプテン翼 世界大決戦!! Jr.ワールドカップ』に登場している。ロベルト本郷の愛弟子で、ブラジルチーム及び南米選抜チームのエースストライカー。多彩なテクニックに加え、強じんな足腰とバネ、冷静なプレイスタイルから「サッカーサイボーグ」との異名を持つ。スラム街で生まれ育ったためハングリー精神が強く、「勝利こそすべて」が信条。試合でも個人技に走り、チームメイトともろくに会話もしない状態であった。そのためロベルトから「翼はお前にない何かを持っている」と警告を受ける。ヨーロッパ選抜との対戦では温存、出場せず。決勝の全日本戦ではロベルト仕込みのドライブシュートで若林から先制ゴールを奪う。その後、自分のサッカーが全日本に通用しなくなり苦悩する中、チームワークの大切さに気付き改心する。原作とは異なり髪の色は金色。

### 劇場版に登場する技
ドライブシュート
ロベルト本郷直伝の技。（体制を崩した）若林からゴールを決めている。

## テクモ版
「II」より登場。「II」-「IV」まではファーストネームの「カルロス」で登録されているが、「V」では「サンターナ」の名前で登録されている。原作とは性格の違い、初登場時から好青年として描かれる。
「II」では所属クラブ・フラメンゴFCの背番号10番を背負う攻撃的MFで、ブラジルの伝説的スーパーストライカー「ジャイロの再来」と言われている。翼がブラジルへ渡った15歳の時、既にサッカー関係者から一目置かれる存在であり、ミラージュシュートの開発にも着手していた。その3年後のリオカップでは、完成させたミラージュシュートを武器に活躍、予選では全試合ハットトリックを達成した。また、翼の噂を耳にして決勝トーナメント進出後にサンパウロFCの1回戦と3回戦をスタンドから観戦し、翼の実力を警戒すると同時に対戦の日を心待ちにする。リオカップ本選では決勝戦で翼率いるサンパウロFCと対決するも敗北、ワールドユースでの雪辱を誓う。ワールドユース代表ではFWに転向し（背番号は9番）、チームの得点源として活躍した。実力もさる事ながら、人格的にも優れた選手で、リオカップ時から不遜な態度を取っていたコインブラに対して、彼の実力を素直に認め、ユース決勝敗戦後には日本を倒すために力を貸して欲しいと要請した。
「III」では翼のサイクロンの弱点にいち早く気付き、リオカップ決勝後に翼に「サイクロンは諸刃の剣だ。下手に使えば自滅するぞ」とアドバイスしていた。ユニバーサルユースでは準決勝で全日本と対戦。敗北後は翼に「足を大事にしろよ！」と言い残してスタジアムを後にした。
「V」のサブシナリオにおいて、コインブラの負傷による長期離脱が原因で極度の大不振に陥った彼が、コパ・アメリカで立ち直る様子が描かれている。ワールドトーナメントではブラジル代表のキャプテンを務め、5回戦で日本と対戦した。対日本戦では前半ベンチからのスタートとなりシニョーリと交代して後半から登場し、個人技にこだわるシニョーリにチームプレイの大切さを身をもって教えた。

### 経歴
フラメンゴ(II-IV)

### テクモ版での技
オーバーヘッドキック
ミラージュシュート
「II」より登場。無数の残像を残しながら飛んでいくシュート。原作のワールドユース編でもサンパウロとの試合で、名称はないがブレ球のようなシュートを撃っている。
なお、劇場版でシュナイダーが『ミラージュ・ボール』という名称で似た技を使用している。
分身ドリブル
「II」より登場。相手に残像を見せながらドリブルする技。
リーサルツイン
「III」より登場。コインブラとのツインシュート。
リーサルは英語で「凶器」を表しており、その名の通りツインシュートの中ではトップクラスの威力を持つ。
ファントムシュート
「IV」に登場。ミラージュシュートの強化版で、さらに多くの残像を残して飛んでいくシュート。
ステルスシュート
「V」に登場。ミラージュシュートのように残像を残しつつ、コインブラのマッハシュートのようにキーパーの手元で消える。

## その他のゲームに登場する技

### バンダイ版
ゴールデンノヴァ
PS版｢J｣に登場。黄金の爆発の演出と共に放つ強烈なシュート。
サジタリウスシュート
Nintendo Switch/PS4版「THE RISE OF CHAMPIONS」に登場。強いバックスピンをかけたボールを一度前方に放ち、跳ね返ってきたボールをカウンターシュート(作中では、翼や日向が、全国大会決勝で見せたシュートと同じ原理と説明される)の要領でシュートする。
ダブルフォースシュート
Nintendo Switch/PS4版「THE RISE OF CHAMPIONS」に登場。アルベルトとのコンビシュートで、カルロスがヒールパスを出し、アルベルトがシュートしたボールを更にカルロスがオーバーヘッドキックでシュートする大技。

### KLab版
超低空ゴールデンイーグルショット
左足で放つゴールデンイーグルショット。サンターナ曰く「おれの究極シュート」。
トルネードアローダイレクトボレーシュート
トルネードシュートのように体を回転させながら、アローシュートのように足をしならせて打つボレーシュート。
ブラジルトリオ
サンターナのスカイウイングシュートをペペがドロップキックで弾き返し、そのボールをレオがヒールキックで弾き返したボールを、サンターナがアローシュートでゴールに打ち返すという技。
原作のワールドユース編決勝で実際に使用されたコンビネーションで、若林に弾かれたものの下記の連続二段シュートにつながる一手となった。
連続二段シュート
シュートをゴールバーにあてて、跳ね返ってボールをヒールキックでゴールにねじ込む技。
原作のワールドユース編決勝で若林から先制ゴールを奪った技。
ブラジル波状攻撃
ブラジルチーム全員のパス回しで駆け抜ける技。
高速南米式ドリブル
トップスピードのまま南米式ドリブルで相手を抜く技。

## 担当声優
- 井上和彦 - 東映まんがまつり上映作品
- 関智一 - テレビアニメ第2作『J』
- 西村仁 - テレビアニメ第3作
- 吉野裕行 - 『たたかえドリームチーム』
- 石川界人 - 『RISE OF NEW CHAMPIONS』 カルロス・バーラ名義で登場